# Рейн, Фёдор Александрович
Фёдор Алекса́ндрович (Фридрих Карл) Рейн (нем. Friedrich Karl Rein; 3 (15) марта 1866, с. Урусово, Саратовская губерния — 3 сентября 1925, п. Кореиз, Крымская АССР) — русский хирург, доктор медицинских наук (1894), профессор (1902), главный врач Первой Градской больницы (1912—1925), член учёного совета Наркомздрава, один из основоположников высшего женского медицинского образования в Российской империи, декан медицинского факультета Московских высших женских курсов (позднее — Второго Московского государственного университета) (с 1907), председатель правления Общества Российских хирургов, председатель правления Общества Русских врачей в память И. И. Пирогова.

## Биография

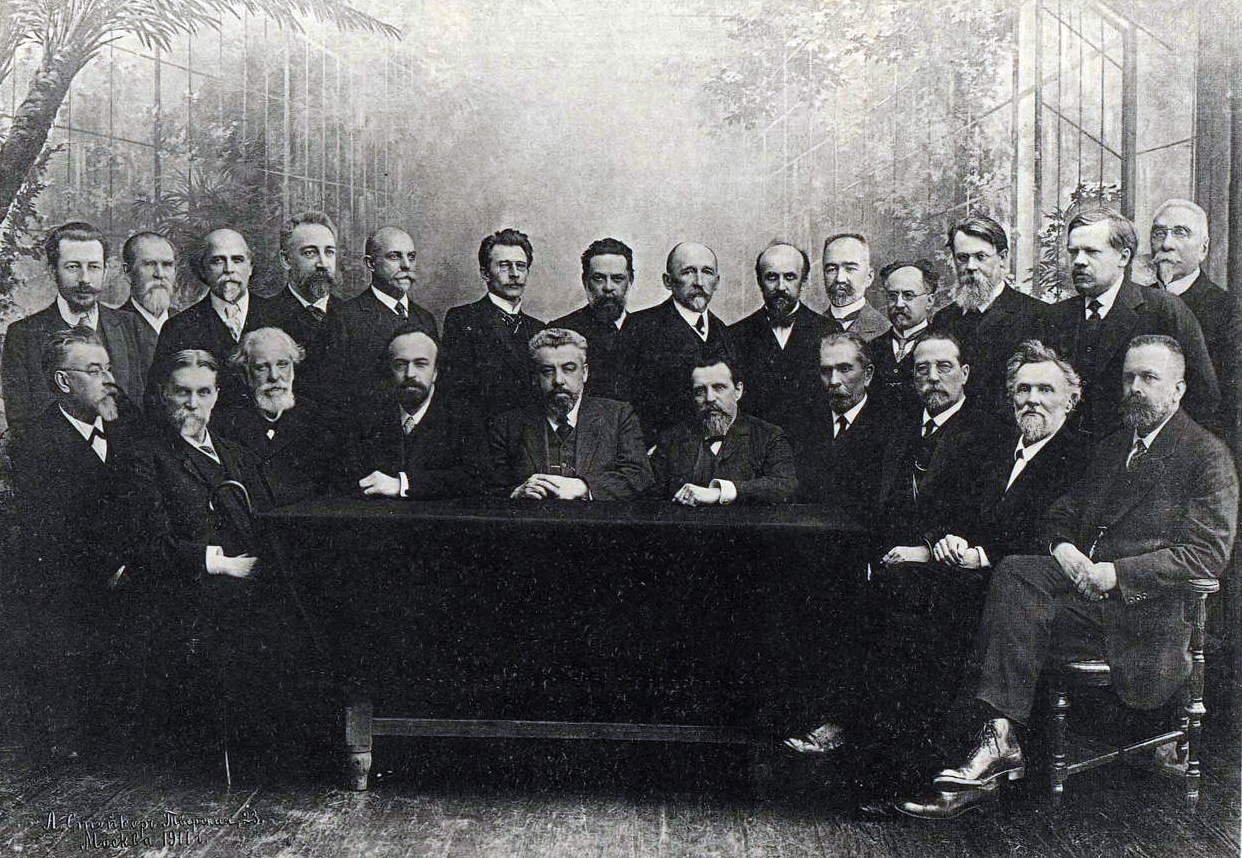
Профессора Московского университета (1911). Сидят: В. П. Сербский, К. А. Тимирязев, Н. А. Умов, П. А. Минаков, М. А. Мензбир, А. Б. Фохт, В. Д. Шервинский, В. К. Цераский, Е. Н. Трубецкой. Стоят: И. П. Алексинский, В. К. Рот, Н. Д. Зелинский, П. Н. Лебедев, А. А. Эйхенвальд, Г. Ф. Шершеневич, В. М. Хвостов, А. С. Алексеев, Ф. А. Рейн, Д. М. Петрушевский, Б. К. Млодзеевский, В. И. Вернадский, С. А. Чаплыгин, Н. В. Давыдов.

Родился 3 (15) марта 1866 года в селе Урусово Саратовской губернии. После окончания медицинского факультета Московского университета в 1890 году был оставлен при кафедре топографической анатомии и оперативной хирургии, возглавляемой А. А. Бобровым, где через 2 года получил должность помощника прозектора, а спустя ещё 2 года — прозектора. Параллельно работал врачом в больницах Москвы (Басманной, Павловской, Александровской, Хлудовской, больнице Иверской общины). В 1894 году Рейн защитил докторскую диссертацию «О подкожных повреждениях почки» и начал преподавательскую деятельность в Московском университете. В 1902 году был избран экстраординарным профессором кафедры оперативной хирургии с топографической анатомией и с упражнениями в операциях на трупах, а с 1910 года — ординарный профессор этой кафедры. Одновременно с 1905 года работал врачом-консультантом по хирургическим болезням при Московских учебно-воспитательных заведениях Ведомства учреждений императрицы Марии. В 1911 году вместе с группой профессоров и доцентов покинул Московский университет в знак протеста против реакционных мер, предпринятых министром народного просвещения Л. А. Кассо. В 1912 году П. А. Рейн занял должность главного врача Первой Градской больницы, которой руководил до конца жизни. После Октябрьской революции Ф. А. Рейн вернулся на кафедру оперативной хирургии и топографической анатомии медицинского факультета Московского университета, которой заведовал до 1919 года.
Скончался 3 сентября 1925 года в поселке Кореиз в Крыму от кровоизлияния в мозг. Похоронен на некрополе Новодевичьего монастыря.

## Вклад в медицинскую науку

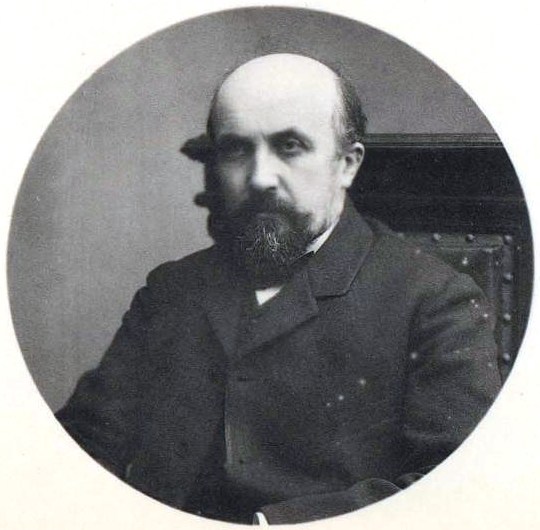
Ф. А. Рейн, 1911

Ф. А. Рейн написал «Краткое руководство по общей хирургии», переиздававшееся семь раз, в соавторстве с П. И. Дьяконовым и Н. К. Лысенковым издал «Лекции по оперативной хирургии», а совместно с П. И. Дьяконовым, Н. К. Лысенковым и Н. И. Напалковым — «Лекции по топографической анатомии и оперативной хирургии». Перу Рейна также принадлежат несколько глав в капитальном коллективном руководстве «Русская хирургия», вышедшего под редакцией П. И. Дьяконова, Л. Л. Левшина, В. И. Разумовского и М. С. Субботина. Под редакцией и в переводе с немецкого языка Ф. А. Рейна были выпущены издания на русском языке «Руководства по частной хирургии» Г. Тилльманса (1913—1914) и «Оперативной хирургии» В. Шмидена (1919).
В период с 1912 по 1925 год профессор Ф. А. Рейн лично выполнил 89 оперативных вмешательств при заболеваниях желчных путей, по результатам которых клиника факультетской хирургии выдвинула положение о необходимости расширения показаний к хирургической операции при остром холецистите, а также выступила за раннее проведение оперативного вмешательства уже в первые дни заболевания, при этом настаивая, что операция должна служить методом выбора в лечебной тактике при остром холецистите.

## Общественная деятельность
Ф. А. Рейн был активным поборником и одним из основоположников высшего женского медицинского образования в Российской империи. С 1900 года он состоял членом-учредителем Московских высших женских курсов, а с 1906 года начал преподавать на кафедре топографической анатомии и оперативной хирургии этих курсов. В 1907 году Рейн был избран деканом медицинского факультета Московских высших женских курсов (позднее — Второго Московского государственного университета).
На протяжении многих лет Фёдор Александрович Рейн возглавлял Общество российских хирургов, Русское хирургическое общество (в Москве), Общество русских врачей в память Н. И. Пирогова. После Октябрьской революции Рейн был членом учёного совета Наркомздрава.

## Медицинские термины, в которых присутствует имя Ф. А. Рейна
- Операция Лахея — Рейна — хирургическая операция при наружном желчном свище: отсепарованный наружный желчный свищ анастомозируют с желудком[12]